# Nephodia paularia
Nephodia paularia là một loài bướm đêm trong họ Geometridae.